# Амлауд Вледиг
Амлауд Вледиг (валл. Amlawdd Wledig; ок. 425 — ок. 479) — сын Кинвала, который был внуком Гворемора Думнонийского. Дед Амлауда, Фрудур, возможно получил какие-то владения в южной Британии, так как прозвище Амлауда, «Вледиг», означает «Землевладелец (Король, Император и т. п.)». Амлауд был женат на Гвен, дочери Кунеды Гвинедского. Возможно Амлауд правил территорией, на которую высадился Элли. Старший сын Амлауда, Гурводу Старый, стал позже править в Эргинге, в качестве узурпатора.

## Дети
- Гвиар (род. ок. 450), жена Герайнта Думнонийского
- Игрейн (род. ок. 452), жена Горлуа, сына Солора Гливисингского.
- Гурводу Старый (род. ок. 454)[2]
- Рейнфельт (род. ок. 456), жена Бигана, мать Ильтуда[3]
- Голеудид (род. ок. 458), жена Килидда ап Келиддона и мать Килуха
- ? дочь (род. ок. 460)
- Кинвал (род. ок. 462)
- Лигадрит (род. ок. 464), по прозвищу "Красноглазый жеребец"[2]
- Тиварвед (род. ок. 466)
- ? дочь (род. ок. 468)
- Гуэйр Длинный Посох, иначе Гуэйр Ложнодоблестный[4]